# Collonges-au-Mont-d'Or
Collonges-au-Mont-d'Or är en kommun i departementet Rhône i regionen Auvergne-Rhône-Alpes i östra Frankrike. Kommunen ligger i kantonen Limonest som tillhör arrondissementet Lyon. År 2022 hade Collonges-au-Mont-d'Or 4 604 invånare.
Kommunen är i stort sett ett bostadsområde med villor men är känt för att kocken Paul Bocuse levde och verkade där, och hade sin restaurang där.

## Befolkningsutveckling
Antalet invånare i kommunen Collonges-au-Mont-d'Or
| Referens: INSEE |